# Chahba
Shahba o Chahba (àrab: شهبا, Xahbā) és una ciutat de Síria, al sud, prop de la frontera amb Jordània.

## Història
Fou una ciutat fundada en un llogarret anomenat Shahba per l'emperador Felip l'Àrab que va regnar del 244 al 249 i era nascut a Bostra, que li va donar el nom de Filipòpolis i va ser part de la província romana d'Aràbia. Estava situada relativament prop de Bostra (a la moderna Jordània). Fou seu episcopal i els seus bisbes van participar en alguns concilis. Més tard va recuperar el seu nom de Shahba.